# Micrurus collaris
Micrurus collaris är en ormart som beskrevs av Schlegel 1837. Micrurus collaris ingår i släktet korallormar, och familjen giftsnokar. Inga underarter finns listade i Catalogue of Life. IUCN listar arten i släktet Leptomicrurus.
Arten förekommer i norra Sydamerika i Venezuela samt i regionen Guyana. Honor lägger ägg. Arten vistas i låglandet och i kulliga områden upp till 800 meter över havet. Ormen lever i regnskogar, galleriskogar och andra skogar.
För beståndet är inga hot kända. Hela populationen anses vara stor. IUCN listar arten som livskraftig (LC).